# Двійковий алгоритм обчислення найбільшого спільного дільника

Візуалізація використання двійкового алгоритму Евкліда для обчислення найбільшого спільного дільника (НСД) чисел 36 і 24. Отже, НСД рівний 2^{2} × 3 = 12.

Двійковий алгоритм обчислення НСД, також відомий як алгоритм Стайна або двійковий алгоритм Евкліда — алгоритм, що обчислює найбільший спільний дільник двох невід'ємних цілих чисел. Двійковий алгоритм Евкліда використовує простіші арифметичні операції, ніж звичайний алгоритм Евкліда: він замінює ділення бітовим зсувом, порівняннями та відніманням. Хоча вперше його опублікував ізраїльський фізик і програміст Джозеф Стайн 1967 року, алгоритм міг бути відомим ще в першому столітті в Китаї.

## Алгоритм
Алгоритм обчислює НСД застосовуючи такі тотожності:
1. НСД(0, v) = v, тому що нуль ділиться на всі числа, а v — найбільший дільник числа v. Аналогічно НСД(u, 0) = u. НСД(0, 0) зазвичай невизначено, але зручно вважати, що НСД(0, 0) = 0.
2. Якщо u і v парні, то НСД(u, v) = 2·НСД(u/2, v/2), тому що 2 — спільний дільник.
3. Якщо u парне, а v непарне, то НСД(u, v) = НСД(u/2, v), тому що 2 не спільний дільник. Аналогічно якщо u непарне, а v парне, то НСД(u, v) = НСД(u, v/2).
4. Якщо u і v непарні та u > v, то НСД(u, v) = НСД((u — v)/2, v), якщо ж u < v, то НСД(u, v) = НСД(u, (v — u)/2). Це комбінація одного кроку звичайного алгоритму Евкліда, де на кожному кроці застосовується віднімання, із подальшим застосуванням кроку 3. Різниця двох непарних чисел завжди буде парною, тому ділення на два дає ціле число.
5. Кроки 2-4 повторюють поки u не стане рівним v, або поки u не стане 0 (на один крок більше). У будь-якому випадку результат дорівнюватиме 2k×v, де k — кількість спільних дільників 2, знайдених на кроці 2.

У найгіршому випадку алгоритм потребує O(n2) часу, де n — кількість біт у більшому з двох чисел. Хоча кожен крок зменшує хоча б одне число принаймні вдвічі, для дуже великих чисел віднімання та зсув потребують лінійного часу (втім, на практиці вони доволі швидкі).
Розширений двійковий алгоритм обчислення НСД, аналогічний до розширеного алгоритму Евкліда, описав Дональд Кнут у другому томі «Мистецтва програмування».

## Реалізація

### Рекурсивна реалізація на C
Реалізація схожа на опис алгоритму зверху. Усі рекурсивні виклики (крім одного) є хвостовою рекурсією.
```
unsigned
 
int
 
gcd
(
unsigned
 
int
 
u
,
 
unsigned
 
int
 
v
)

{

    
// прості випадки (завершення)

    
if
 
(
u
 
==
 
v
)

        
return
 
u
;

    
if
 
(
u
 
==
 
0
)

        
return
 
v
;

    
if
 
(
v
 
==
 
0
)

        
return
 
u
;

    
// обчислення кількості двійок

    
if
 
(
~
u
 
&
 
1
)
 
// u - парне

    
{

        
if
 
(
v
 
&
 
1
)
 
// v - непарне

            
return
 
gcd
(
u
 
>>
 
1
,
 
v
);

        
else
 
// v - парне

            
return
 
gcd
(
u
 
>>
 
1
,
 
v
 
>>
 
1
)
 
<<
 
1
;

    
}

    
if
 
(
~
v
 
&
 
1
)
 
// u - непарне, v - парне

        
return
 
gcd
(
u
,
 
v
 
>>
 
1
);

    
// зменшення більшого аргументу

    
if
 
(
u
 
>
 
v
)

        
return
 
gcd
((
u
 
-
 
v
)
 
>>
 
1
,
 
v
);

    
return
 
gcd
((
v
 
-
 
u
)
 
>>
 
1
,
 
u
);

}

```

### Ітеративна реалізація на C
Ітеративна реалізація спочатку позбувається спільного дільника 2 застосовуючи рівність 2, потім обчислює НСД, застосовуючи рівності 3 і 4.
```
unsigned
 
int
 
gcd
(
unsigned
 
int
 
u
,
 
unsigned
 
int
 
v
)

{

  
int
 
shift
;

  
/* НСД(0,v) == v; НСД(u,0) == u, НСД(0,0) == 0 */

  
if
 
(
u
 
==
 
0
)
 
return
 
v
;

  
if
 
(
v
 
==
 
0
)
 
return
 
u
;

 

  
/* Нехай shift := lg K, де K — найбільша степінь двійки, що ділить u і v */

  
for
 
(
shift
 
=
 
0
;
 
((
u
 
|
 
v
)
 
&
 
1
)
 
==
 
0
;
 
++
shift
)
 
{

         
u
 
>>=
 
1
;

         
v
 
>>=
 
1
;

  
}

 

  
while
 
((
u
 
&
 
1
)
 
==
 
0
)

    
u
 
>>=
 
1
;

 

  
/* Починаючи звідси, u завжди непарне. */

  
do
 
{

       
/* позбудемось всіх дільників 2 в v -- вони не спільні */

       
/*   зауваження: v не 0, тож цикл завершиться */

       
while
 
((
v
 
&
 
1
)
 
==
 
0
)
  
/* Loop X */

           
v
 
>>=
 
1
;

       
/* Тепер u і v - непарні. Якщо потрібно обміняємо їх, щоб u <= v,

          тоді встановимо v = v - u (парне число). Для довгих чисел

          обмін - всього переміщення вказівників, і віднімання

          можна зробити на місці */

       
if
 
(
u
 
>
 
v
)
 
{

         
unsigned
 
int
 
t
 
=
 
v
;
 
v
 
=
 
u
;
 
u
 
=
 
t
;
 
// Обмін u і v.

       
}

       

       
v
 
=
 
v
 
-
 
u
;
 
// Тут v >= u.

     
}
 
while
 
(
v
 
!=
 
0
);

  
/* Відновлюємо спільні дільники 2 */

  
return
 
u
 
<<
 
shift
;

}

```

## Ефективність
Доведено, що в теорії, двійковий алгоритм обчислення НСД в середньому на 60 % ефективніший, ніж алгоритм Евкліда (у термінах кількості бітових операцій). Однак, хоч на практиці цей алгоритм дещо перевершує звичайний алгоритм Евкліда, його асимптотична складність така ж сама, а реалізація непомірно складніша, особливо враховуючи загальнодоступність інструкції цілочисельного ділення на всіх сучасних мікропроцесорах.
Справжні комп'ютери оперують із кількома бітами одночасно, тому навіть реалізації двійкового НСД на асемблері мають конкурувати з апаратними схемами для цілочисельного ділення. На гіпотетичному комп'ютері MIX, розширеному бітовими зсувами та перевірками на парність, Кнут повідомляв про 20 % перевагу двійкового алгоритму над звичайним алгоритмом Евкліда.
Для арифметики довільної точності, ні двійковий алгоритм НСД, ні алгоритм Евкліда не є найшвидшими, оскільки обидва вони потребують квадратичного часу від кількості вхідних біт. Натомість, рекурсивні методи, що комбінують ідеї двійкового алгоритму НСД й алгоритму Шьонхаге — Штрассена для швидкого множення цілих чисел, дозволяють досягнути близького до лінійного часу роботи.

## Подальше читання
- Thomas H. Cormen, Charles E. Leiserson, Ronald L. Rivest, and Clifford Stein. Introduction to Algorithms, Second Edition. MIT Press and McGraw-Hill, 2001. ISBN 0-262-03293-7. Problem 31-1, pg.902.

## Зовнішні джерела
- NIST Dictionary of Algorithms and Data Structures: binary GCD algorithm [Архівовано 13 жовтня 2018 у Wayback Machine.]
- Cut-the-Knot: Binary Euclid's Algorithm [Архівовано 13 жовтня 2018 у Wayback Machine.] на cut-the-knot
- Analysis of the Binary Euclidean Algorithm [Архівовано 21 березня 2012 у Wayback Machine.] (1976), стаття Richard Brent, включає варіант з використанням зсувів вліво
- «Dynamics of the Binary Euclidean Algorithm: Functional Analysis and Operators» (1998), стаття Brigitte Vallee.